# Final da Taça da Liga de 2007–08
A final da Taça da Liga de 2007–08 foi uma partida de futebol jogada no dia 22 de março de 2008 para decidir o campeão da Taça da Liga de 2007–08. O jogo foi disputado no Estádio do Algarve, em Faro, entre o Sporting Clube de Portugal e o Vitória Futebol Clube. O Vitória venceu o Sporting nos penáltis, após um empate 0–0 até ao prolongamento, vencendo a competição pela primeira vez.

## Jogo
| 22 de março de 2008 | Sporting | 0 – 0 | Vitória de Setúbal | Estádio do Algarve, Faro               |
| 20:30 UTC           |          |       |                    | Público: 28 000 Árbitro: Pedro Proença |

|                                           |       | Penalidades                          |  |
| Romagnoli Polga Moutinho Liédson Izmailov | 2 – 3 | Auri Pitbull Elias Jorginho Paulinho |  |